# Chilicola muruimuinane
Chilicola muruimuinane är en biart som beskrevs av Smith-pardo och Gonzalez 2007. Chilicola muruimuinane ingår i släktet Chilicola och familjen korttungebin. Inga underarter finns listade i Catalogue of Life.